# Fuck You (bài hát của Cee Lo Green)
"Fuck You" (với các tên khác là "Forget You" (Quên em) và "FU" trên các đài phát thanh), là một ca khúc được trình bày bởi nghệ sĩ thu âm người Mĩ Cee Lo Green, được phát hành dưới dạng đĩa đơn để quảng bá cho album phòng thu thứ ba của anh The Lady Killer.
Video âm nhạc cho bài hát được phát hành trên trang YouTube vào ngày 19 tháng 8 năm 2010, nhưng chỉ với lời nhạc chuyển động và xuất hiện trong các màu nền khác nhau trong suốt video. Video còn có thêm lời dịch tiếng Đức và tiếng Tây Ban Nha ra mắt sau đó. Video ca nhạc chính thức được phát hành vào ngày 1 tháng 9 năm 2010
Bài hát đồng thời còn có thêm một bản hòa âm lại với nghệ sĩ rap 50 Cent và một video âm nhạc gần giống như video chính thức. Một bản được hòa âm lại của nhóm nhạc hip-hop Chiddy Bang cũng đã được phát hành. Bài hát đứng đầu các bảng xếp hạng tại Anh, Hà Lan và Israel.
Bài hát này cũng đồng thời giành được giải Grammy cho Best Urban/Alternative Performance vào ngày 13 tháng 2 năm 2011 và giành được giải Bài hát xuất sắc nhất tại giải Metacritic - Best of 2010 Users Poll.

## Các phiên bản
Ca khúc được phát hành với rất nhiều phiên bản khác nhau. Bản sửa do đài phát thanh được gọi với tên "Forget You", còn phiên bản khác được gọi là "FU". Các phiên bản của ca khúc đều có thể được tìm thấy ở cửa hàng của iTunes tại Mĩ. Bản gốc và "sạch" cùng video ca nhạc chính thức và video lời nhạc đều được nằm trong đĩa mở rộng mang tên "Fuck You - Deluxe Single", hiện đang bán trên iTunes. Bản gốc của ca khúc được phát hành vào ngày 14 tháng 9 năm 2010, bản "sạch" và bản tên "FU" đều được phát hành vào 21 tháng 9 năm 2010.

## Danh sách track
UK CD single
1. "Forget You" – 3:42
2. "Fuck You!" – 3:42

European 2-track single
1. "Fuck You!" – 3:42
2. "Georgia" – 3:46

European maxi single
1. "Fuck You!" – 3:42
2. "Forget You" – 3:42
3. "Forget You" (Le Castle Vania Remix) – 4:38
4. "Georgia" – 3:46
5. "Grand Canyon" – 3:27
6. "Fuck You!" (video) – 3:42

Digital download
1. "Fuck You!" – 3:42
2. "Forget You" – 3:42
3. "Fuck You!" (video) – 3:42
4. "Fuck You!" (video lời) – 3:42

American Vinyl Single
1. "Fuck You!" -3:42 (Side A)
2. "Fuck You!"(Instrumental) - 3:42 (Side B)

## Xếp hạng và chứng nhận
Đĩa đơn đã lọt vào top 10 ở Úc, Bỉ (Flanders), Canada, Đan Mạch, Hungary, Ireland, New Zealand, Tây Ban Nha và Thụy Điển.
Tại Mỹ, lần xuất hiện đầu tiên của ca khúc này trên các bảng xếp hạng và vị trí 69 trên Hot Digital Songs và #96 trên Billboard Hot 100. Nó đạt được vị trí cao nhất là #2 trên Billboard Hot 100 sau khi được biểu diễn tại giải Grammy lần thứ 53 cùng Gwyneth Paltrow và The Muppets. Đĩa đơn đạt chứng nhận Vàng ngày 5 tháng 11 năm 2010.
Đĩa đơn đã tiêu thụ được 2,2 triệu lượt tải trả phí kể từ khi phát hành.
| Bảng xếp hạng (2010-2011)                | Vị trí cao nhất |
| ---------------------------------------- | --------------- |
| Úc (ARIA)                                | 5               |
| Bỉ (Ultratop 50 Flanders)                | 12              |
| Bỉ (Ultratop 50 Wallonia)                | 27              |
| Canada (Canadian Hot 100)                | 7               |
| Cộng hòa Séc (Rádio Top 100)             | 21              |
| Đan Mạch (Tracklisten)                   | 2               |
| Châu Âu Hot 100 Singles (Billboard)      | 3               |
| Pháp (SNEP)                              | 86              |
| Pháp (SNEP) Download Chart               | 33              |
| Đức (GfK)                                | 11              |
| Hungary (Rádiós Top 40)                  | 5               |
| Ireland (IRMA)                           | 6               |
| Nhật Bản (Japan Hot 100)                 | 52              |
| Hà Lan (Dutch Top 40)                    | 1               |
| New Zealand (Recorded Music NZ)          | 5               |
| Scotland (OCC)                           | 1               |
| Slovakia (Rádio Top 100)                 | 7               |
| Thụy Điển (Sverigetopplistan)            | 6               |
| Thụy Sĩ (Schweizer Hitparade)            | 13              |
| Anh Quốc R&B (OCC)                       | 1               |
| Anh Quốc (OCC)                           | 1               |
| Hoa Kỳ Billboard Hot 100                 | 2               |
| Hoa Kỳ Alternative Songs (Billboard)     | 33              |
| Hoa Kỳ Hot R&B/Hip-Hop Songs (Billboard) | 62              |
| Hoa Kỳ Pop Airplay (Billboard)           | 7               |

| Bảng xếp hạng cuối năm (2010)                  | Vị trí |
| ---------------------------------------------- | ------ |
| Australian Singles Chart                       | 23     |
| European Hot 100 Singles                       | 72     |
| Canadian Hot 100                               | 77     |
| Dutch Singles Chart                            | 39     |
| Germany Singles Top 100 (Media Control Charts) | 97     |
| UK Singles (The Official Charts Company)       | 12     |

| Quốc gia       | Chứng nhận  |
| -------------- | ----------- |
| Canada         | Bạch kim    |
| Đan Mạch       | Gold        |
| Hoa Kỳ         | Vàng        |
| New Zealand    | Bạch kim    |
| Úc             | 2× Bạch kim |
| Vương quốc Anh | Bạch kim    |

## Lịch sử phát hành
| Khu vực        | Ngày                | Dạng đĩa   | Hãng đĩa |
| -------------- | ------------------- | ---------- | -------- |
| Hoa Kỳ         | 19 tháng 8 năm 2010 | CD đĩa đơn | Elektra  |
| Vương quốc Anh | 4 tháng 10 năm 2010 | CD đĩa đơn | Elektra  |